# 下重暁子
下重 暁子（しもじゅう あきこ、1936年〈昭和11年〉5月29日 - ）は、日本の作家・評論家・エッセイスト。元NHKアナウンサー、JKA初代会長。

## 略歴・人物
栃木県宇都宮市出身。「下重」は江戸時代、各地の御典医に多かった姓で、暁子の下重家は石見国浜田藩の御典医を代々勤めた。映画「戦場のメリークリスマス」の登場人物のモデルになった森勝衛は、父の従兄にあたる。
9歳の時に太平洋戦争の疎開先の奈良県で終戦を迎える。
教師の影響で、進学校の大阪府立大手前高等学校に進学。国語など文科系科目は得意なため、苦労したことはなく早稲田大学教育学部国語国文学科に進学した。芥川賞作家の黒田夏子は早大教育学部の同級生で同人誌仲間。
早大卒業後の1959年に、アナウンサーとしてNHKに入局。名古屋放送局や東京の放送センターに勤務した。野際陽子はNHKアナウンサー時代の1年先輩で、名古屋放送局での同僚でもあった。
NHK退職後に女優へ転身した野際に続いて、1968年にフリーアナウンサーへ転身。『長谷川肇モーニングショー』(NETテレビ)等のキャスターを経て、文筆活動に入る。作家・評論活動だけでなく、講演も行っている。
2005年（平成17年）に、日本自転車振興会第12代会長に就任。後にガールズケイリンと称して復活することになる女子競輪の再開を強く要望し、2008年にエキシビションながらも女子のケイリンレース実施を実現した後、2010年9月30日に女子競輪を2012年7月に復活させることを決定した。また、2008年に財団法人JKAの初代会長に就任。2011年3月31日まで務めた。

## エピソード
- 「下重」は旧姓。結婚した時改姓したが、旧姓のままでいたかった、としている。選択的夫婦別姓にも賛同し、死ぬ前には事実婚に戻し、「下重暁子」として死にたい、としている。「夫婦同姓は明治期からの制度であり、伝統でもなんでもない。」「通称利用で現制度の不利益が緩和されるなどということはない。」としている[9]。
- 2015年に幻冬舎から『家族という病』を出版し、50万部のベストセラーとなった。同書の中で下重は「親や家族の期待は子供をスポイルしている」「配偶者は他人」などと家族の価値を否定し、自立した個人の重要性を強調した。これに対して金美齢は「歪んだ家族論」「傲岸不遜と言わずして、なんと言おう」と下重を批判し、2016年に反論本である『家族という名のクスリ』を出版した[10]。
- 1994年に『純愛 - エセルと陸奥広吉』を書いた時に、本を書いたお礼にと、二人の息子である陸奥イアン陽之助から鹿鳴館の華と称された陸奥亮子が身につけていたダイヤのネックレスと、陸奥宗光のパーティーで外国人に用いられた銀製のスプーンやナイフをもらっている[11]。
- 長野県軽井沢町に別荘があり、夏に限らずよく滞在しているという[12]。この建物の設計は吉村順三で、音楽教育家エロイーズ・カニングハムの元別荘である[12]。

## 役職
- 財団法人JKA初代会長（特殊法人日本自転車振興会第12代会長として2005年に就任し2011年まで在職）
- 日本旅行作家協会第3代会長 （第2代会長・兼高かおるの後を継いで2011年3月に就任し現職）

## 著書

### 単著
- 『もうひとりのあなたに』大和書房 銀河選書 1967
- 『なぜ結婚にあこがれるか 自発的適齢期のすすめ』三笠書房 1973
- 『エチケット手帖　あなた自身のために』（ひかりのくに、1974年）
- 『聞き上手・話し上手　人に好かれる秘訣』（大和出版、1975年）
- 『小さな旅　漂う日々に』（サイマル出版会、1976年）
- 『ゆれる24歳　私に語ったOLたち』サイマル出版会、1977年。NDLJP:12143465。
- 『女性24歳からのライフ学 女が上手に自立する方法』（大和出版、1978年）
- 『コーランの声が聞こえる 私のカイロ日記』サイマル出版会、1978年。NDLJP:12179796。
- 『女性24歳からのライフ学』大和出版 1978年
- 『女性24歳からのキャリア学』大和出版 1979年
- 『悲しいときに野菜を食べる わたしの妖精物語』大和書房 1980
- 『自分を生きる結婚 愛と自立を育くむ暮し』海竜社 1980年
- 『好きなもの歳時記 弥生叢書』（国鉄厚生事業協会、1980年）
- 『時の感覚』（日本書籍、1980年）
- 『ひとりで歩く女は美しい 下重暁子のエチケットエッセイ』白石書店 1982年
- 『女が男にほれる一瞬 男のここが好き、ここがきらい』日本実業出版社 エスカルゴ・ブックス　1983年
- 『ひそやかに女は船出する』（海竜社、1983年）
- 『女も冒険者になれる』（第一企画出版、1983年）
- 『思えばこの世は仮の宿』（講談社、1984年）
- 『「自分」をもった女が美しい―仕事も結婚も両立できる方法 』（大和出版、1984年）
- 『猫想い』（学習研究社、1984年）
- 『風は女から吹く』（三笠書房、1985年）
- 『女が30代にやっておきたいこと 不安と焦りに揺れるあなたへ』大和出版 1986
- 『聞き上手話し上手 人に好かれる秘訣』大和出版 1986
- 『女性24歳からのライフ学 女が上手に自立する方法』大和出版 1986
- 『二十四歳の心もよう』講談社、1986年3月10日。NDLJP:12141137。のち講談社＋α文庫
- 『20代に女がしておくべきこと　後悔しない「恋・仕事・結婚」の方法』（大和出版、1987年）
  - 『女20代「私(わたし)」を信じる 自分らしい人生へのヒント』2009
- 『ロミは鳥になった』講談社 1987
- 『女性24歳からの自分学 “シングル感覚”でしなやかに生きる法』（大和出版、1987年）
- 『素敵に生きる女の心づかい』（海竜社、1988年）
- 『女が40代にしておくこと "本当の人生"はこれから始まります』（大和出版、1988年）
  - 『女40代いま始める 人生のターニングポイントの過ごし方』2009
- 『こんな結婚がしたい』（海竜社、1989年）
- 『10代に女は何をしておくべきか 生き方が決まる「恋・勉強・友だちづくり」の方法』（大和出版、1989年）
  - 『女10代自分を始める 今やっておくべきこと、今しかできないこと』2009
- 『気分はシングルライフ ひとりがあってふたりがある』（講談社、1991年）
- 『鋼の女　最後の瞽女・小林ハル』（講談社、1991年）のち集英社文庫
- 『窓辺のサガン　愛猫・フォト・エッセイ』（主婦と生活社、1991年）
- 『素敵に年を重ねる女の生き方』（海竜社、1992年）
- 『いま「女である」ということ 素敵に愛し,しなやかに働き,輝いて生きる』大和出版 1992
- 『ちょっと上等な午後　”和”の暮らしに憧れて』（PHP研究所、1993年）
- 『旅のかたみ』（メディアファクトリー、1994年）
- 『贅沢な時間　ひそやかな女の人生の愉しみかた』（大和出版、1994年）
- 『純愛　エセルと陸奥広吉』（講談社、1994年）
- 『ゆれる24歳 女20代の生き方』講談社+α文庫 1994
- 『いつだってもうひと花 素敵に老いる心支度』海竜社 1996
- 『大人が信じられない 私の反抗期』ポプラ社 新・のびのび人生論 1996
- 『女を楽しむ「私のスタイル」 自分らしく、無理なく生きるヒント』大和出版 1996
- 『女が30代にやっておきたいこと 不安と焦りに揺れるあなたに』大和出版 1996
  - 『女30代決断のとき 結婚していても、していなくても』2009
- 『女50代もっと楽しんで生きる いつまでも若々しい自分へのヒント』大和出版 1996
  - (改題)『女50代美しさの極意 いま、自分らしく個性的に生きる』大和出版 2008
- 『蜃気楼（ミラージュ）』（小説集）近代文芸社 1997
- 『物語の女たち』（くもん出版、1998年）
- 『「ふたり暮らし」を楽しむ 不良老年のすすめ』大和出版 1999 のち集英社文庫
- 『ゆれる24歳プラス5 in N.Y.』講談社 1999
- 『不良老年のすすめ 心意気がいちばん』（大和出版、2000年）のち集英社文庫
- 『シンプルのすすめ　物も友だちもたくさんはいらない』（あさ出版、2002年）
- 『沈黙はこわくない 話し方のヒント』大和出版 2001
- 『藍木綿の筒描き』（暮しの手帖社、2002年）
- 『"ひとり"を思うまま楽しみつくすルール』（青春出版社、2003年）『孤独の作法』中経の文庫
- 『女60代輝いて生きる 思いきり羽ばたいてみよう』大和出版 2004
  - 『女60代「もうひと花」の決意 自分を信じて羽ばたいてみよう』大和出版 2008
- 『くちずさみたくなる名詩』選・著・朗読 海竜社 2004
- 『エロイーズ・カニングハムの家』（白水社、2005年）
- 『砂漠に風が棲んでいる 素顔のエジプト滞在記』角川地球人books  2007
- 『持たない暮らし』中経の文庫、2008年　のちKADOKAWA、大活字本シリーズ　埼玉福祉会 2018/11/1
- 『老いの覚悟』海竜社 2011
- 『恋する覚悟』中経の文庫 2011
- 『晩年の発見 わたしに残された時間』大和書房 2011
- 『ブレーキのない自転車 私のまっすぐ人生論』東京堂出版 2012
- 『老いの戒め』海竜社 2013
- 『この一句 108人の俳人たち』大和書房 2013　のち　だいわ文庫2016/12/10
- 『最後はひとり』PHP研究所 2014
- 『ちょっと気のきいた大人のたしなみ』青萠堂 2015
- 『家族という病』幻冬舎新書、2015年
- 『自分に正直に生きる』大和書房　だいわ文庫、2015/7/11
- 『老いも死も、初めてだから面白い』海竜社、2015/8/7
- 『人生という作文』PHP研究所　PHP新書、2015/11/14
- 『家族という病2』幻冬舎　幻冬舎新書、2016/4/4
- 『母の恋文』 KADOKAWA、2016/6/8
- 『もう人と同じ生き方をしなくていい―私の人生心得帖』海竜社、2016/7/1
- 『「父」という異性(ひと)』青萠堂; 新書版変形版、2016/9/17
- 『若者よ、猛省しなさい』集英社　集英社新書、2017/1/17
- 『贅沢な時間: 素敵な大人は、心を遊ばせる術を知っている』三笠書房　知的生きかた文庫―わたしの時間シリーズ、2017/2/22
- 『わたしが子どもをもたない理由(わけ) 』かんき出版、2017/5/24
- 『暮らし自分流』海竜社　新書、2018/1/22
- 『極上の孤独』幻冬舎　幻冬舎新書、2018/3/27
- 『夫婦という他人』講談社　講談社+α新書、2018/6/21
- 『年を重ねて、今がいちばん』大和出版、2018/11/8
- 『年齢は捨てなさい』幻冬舎　幻冬舎新書、2019/4/25
- 『天邪鬼のすすめ』 文藝春秋　文春新書、2019/5/20

### 共著
- 『わが心わが山陰～小泉八雲の見た神々の里』（郡山政宏　他と、1982年）
- 『愛はほんとうの自分を教えてくれる』（鈴木健二　と、大和出版、1981年）
- 『女学入門　しなやかにしたたかにいい女に』（秋山さと子・吉武輝子・沖藤典子・山口令子　他と、フォー・ユー、1988年）
- 『更年期から楽しくなる　美しく個性豊かに、後半生に臨みたい』（小山嵩夫・堀口雅子・堀口文・安田香珠子　と、生活クラブ生協連合会、1994年）
- 『こころ・いのち・人間　人間のこころを考える1』（なだいなだ・大原健士郎・糸魚川直祐・梅原猛・永六輔　と、岩波書店、1997年）
- 『古寺巡礼京都 36 新版　西芳寺』藤田秀岳共著 淡交社 2009
- 『群れない媚びないこうやって生きてきた』黒田夏子共著 海竜社 2014
- 『ひとは生きてきたようにしか死なない』著：草柳大蔵、解説：下重暁子、祥伝社　祥伝社新書、2018/10/31

## テレビ出演
情報・ワイドショー番組
| 期間          | 期間          | 番組名                           | 役職                                            | 備考 |
| ------------- | ------------- | -------------------------------- | ----------------------------------------------- | --- |
| 1968年4月     | 1969年3月     | 長谷川肇モーニングショー（NET）  | キャスター                                      | フリーアナウンサー転身後初めてのレギュラー番組 |
| 2000年7月11日 | 2000年7月11日 | レディス4（テレビ東京）          | 『下重暁子の青春回復!素敵な不良老年』ゲスト出演 | |
| 2001年2月7日  | 2001年2月7日  | ETV2001シリーズ（NHK教育テレビ） | 『日本の母 母を語る Vol.19 栃木県』ナレーション | |
| 2015年        | 2021年3月     | 爆報! THE フライデー（TBS）      | 不定期出演                                      | 『家族という病』の出版を機に、ゲストとして随時スタジオへ出演、野際が永眠した2017年には、8月25日放送分で、NHKアナウンサー時代の野際とのエピソードが紹介 |

情報・ワイドショー番組以外
- 知ってるつもり?!（2001年1月28日、日本テレビ）
- シンフォニー・ジャパン1961-2015 Symphony Japan（2014年12月29日、BSジャパン）- 1961年に製作された映像「Symphony Japan」のプロデューサー陸奥イアン陽之助の思い出を語った[13]。
- 徹子の部屋　(2019年8月27日 テレビ朝日)（徹子の部屋2025年4月8日）

## ラジオ
- ラジオ深夜便